# Grażyna Długołęcka
Grażyna Długołęcka (* 25. August 1951 in Łódź) ist eine polnische Schauspielerin.

## Leben
Grażyna Długołęcka schloss zunächst 1969 die Musikschule mit dem Fach Violine ab. Sie studierte später an der Filmhochschule Łódź Schauspiel und absolvierte das Examen 1976. Ihr Filmdebüt hatte sie bereits 1972 gegeben. Bekannt wurde sie durch die Hauptrolle in Walerian Borowczyks Film Geschichte einer Sünde. Die sehr freizügige Rolle nach einem Werk von Stefan Żeromski brachte ihre Filmkarriere jedoch nicht richtig ins Rollen. Sie erhielt später wenig Filmangebote. Von 1980 bis 1983 gehörte sie zum Ensemble des Teatr Powszechny in Łódź. Dort war sie in Monodramen zu sehen, zu denen sie selbst die Musik komponierte. Nach diesem Engagement verließ sie Polen und ging nach Schweden, wo sie weiterhin als Schauspielerin an Theatern in Malmö und am Königlichen Dramatischen Theater in Stockholm arbeitete. Heute lebt sie in Italien und spielt auch dort weiterhin Theater.

## Filmografie
- 1972: Markheim
- 1972: W trzeciej osobie
- 1973: Beschreibung der Bräuche (Opis obyczajów)
- 1973: Pieśń szósta
- 1973: Czarne chmury
- 1975: Geschichte einer Sünde (Dzieje grzechu)
- 1976: Běž, ať ti neuteče
- 1981: Ksiaze
- 1981: W wannie
- 1981: Fantazja dur – moll
- 1982: Przeprowadzka
- 1982: Orinoko
- 1983: Bluszcz
- 1986: Wylap
- 1984: Dom swietego Kazimierza
- 1984: Fucha
- 1986: Wakacje w Amsterdamie
- 2011: Das fliegende Klavier (The Flying Machine)